# ヒルデスハイム郡
ヒルデスハイム郡（ヒルデスハイムぐん、ドイツ語: Landkreis Hildesheim）は、ドイツ連邦共和国ニーダーザクセン州南部の郡である。本郡の郡域は同名の地域連合の範囲と重なっている。

## 地理

### 位置と自然環境

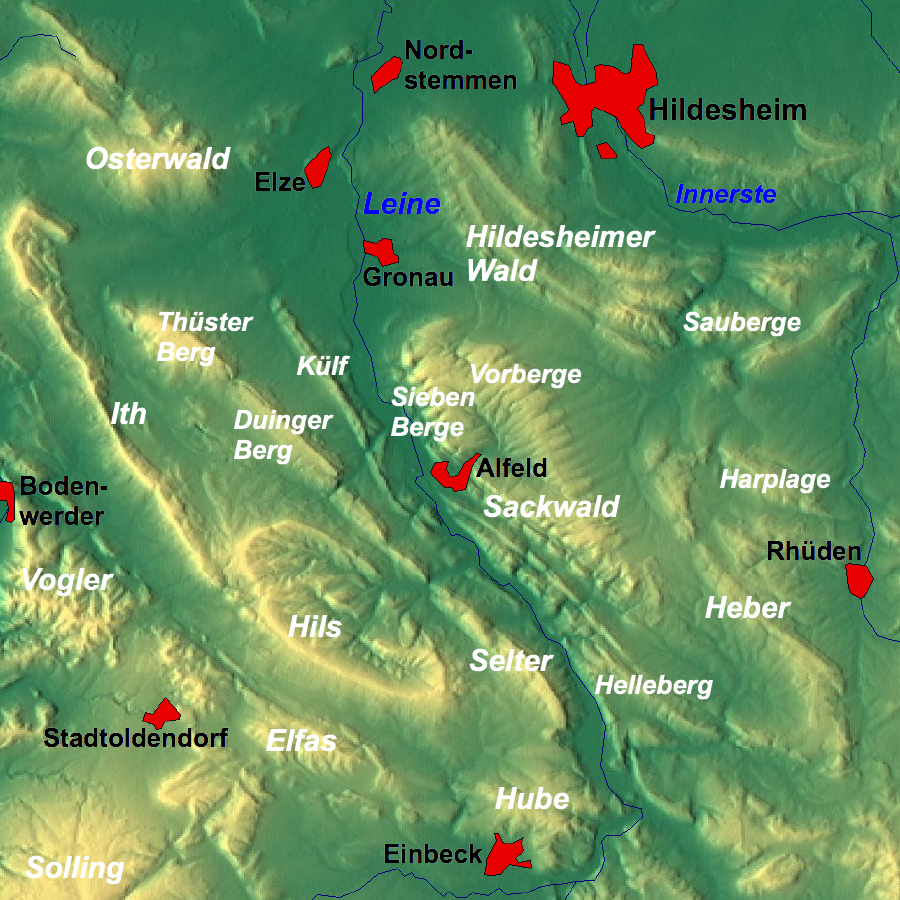
ヒルデスハイム郡南部の丘陵地および中低山地の山並み

ヒルデスハイム郡は、主に中低山地から北ドイツ低地への移行部に位置することで、多くの地形上魅力的な景観を有している。本郡は4つの自然地区に分けられる。西部の、人口密度が高いヒルデスハイマー・ベルデ（ヒルデスハイム沃野）とカレンベルガー・レスベルデ（カレンベルク黄土質沃野）、東部に位置する森の豊かなイネアステ山地の山麓部とライネ山地である。さらに郡域の南部にはオスターヴァルト、テュスター・ベルク、イート、ヒルス、ジーベンベルゲ、フォアベルゲ、ヒルデスハイマー・ヴァルト、ドゥインガー・ヴァルト、ハインベルク、ザックヴァルト、ゼルターといった丘陵地や山並みが点在する。郡南東部のボッケネム付近、ネッテ川流域の地域はアンバーガウと呼ばれる。
ヒルデスハイム郡の南東端からイネアステ川が湧出し、ホレ＝グラスドルフからヒルデスハイムを通って郡の北西端に位置するザールシュテット＝ルーテへ向かい、そこでライネ川に合流する。ライネ川は郡西部のアルフェルトやグローナウを流れている。この他の重要な川にランメ川がある。この川はラムシュプリンゲからバート・ザルツデトフルトへ流れ、クライン・デュンゲン市区近郊でイネアステ川に注ぐ。ネッテ川はボッケネム近郊のアンバーガウを下り、ホレ＝デルネブルク近くでイネアステ川に合流する。郡の北部には、ヒルデスハイム港から北のミッテルラント運河までヒルデスハイム支線運河が通っている。
ヒルデスハイム郡は南北 45 km（アルガーミッセン＝ウンメルンからフレーデン＝ヴェッテボルンまで）、東西 49 km（ドゥインゲン＝カペレンハーゲンからゼールデまで）の広がりを持つ。本郡の中心都市で中央に位置するハイデンハイムの高度は約 83 m である。郡内の最高地点はドゥインゲン＝コッペングラーフェ近郊の中低山地ヒルスに位置するブローセ・ツェレの 480.4 m、最低地点はルーテ付近の低地の 59 m である。年間平均気温は 8.5℃ である。

### 隣接する郡
ハイデンハイム郡は北西から時計回りに、ハノーファー広域連合、パイネ郡、郡独立市ザルツギッター、ヴォルフェンビュッテル郡の飛び地ザムトゲマインデ・バデッケンシュテット、ゴスラー郡、ノルトハイム郡、ホルツミンデン郡、ハーメルン＝ピルモント郡と境を接している。

### 保護区
郡内には、景観保護区や自然文化財の他に、24の指定自然保護区がある。

## 歴史

### 旧ヒルデスハイム郡（1885年 - 1946年）
ヒルデスハイム郡の歴史は、ハノーファー王国の行政区画であるラントドロスタイ・ヒルデスハイム、中世のヒルデスハイム侯領（司教領）、その母体であるヒルデスハイム司教区、さらにはザクセン人のガウであるアストファラにまで時代を遡ることができる。1867年のプロイセンによるハノーファー王国併合後、1885年4月1日にアムト・ヒルデスハイムから最初のヒルデスハイム郡が形成された。行政機関はヒルデスハイムに置かれたが、ヒルデスハイム市は郡独立市であり、ヒルデスハイム郡には含まれなかった。ヒルデスハイム郡の面積は 234 km2 であった。

### 1946年以後のヒルデスハイム郡
1946年6月1日にハイデンハイム郡は、現在の郡域東部に相当し、同じくハイデンハイム市に行政機関を置いていたマリエンブルク・イン・ハノーファー郡と合併して、ヒルデスハイム＝マリエンブルク郡が形成された。
この旧ヒルデスハイム郡は、1974年3月1日に、当時の郡域再編に伴って、それまで郡独立市であったヒルデスハイム市とヒルデスハイム＝マリエンブルク郡の大部分が統合されて成立した。この他にヒルデスハイム郡はガンデルスハイム郡から6町村、アルフェルト (ライネ) 郡からブライヌムもこの郡に編入された。同時にボルツム、ヴェーミンゲン、ヴィリンゲンがハノーファー郡に移管された。
ニーダーザクセン州の行政改革・地域再編に関する法律の § 14 によって、1977年8月1日に旧ヒルデスハイム郡とアルフェルト郡が廃止・統合され、新たなヒルデスハイム郡が成立した。これによって郡域は大幅に拡大した。1981年には、ホルツミンデン郡からコッペングラーフェ、ドゥインゲン、ホーヤースハウゼン、マエリエンハーゲン、ヴェーンツェン（いずれも現在はザムトゲマインデ・ライネベルクラントに含まれる）が合併し、さらに拡大した。
アルフェルト (ライネ) 市には、現在も郡行政機関の支所がある。
2016年11月1日に施行が予定されていたヒルデスハイム郡とパイネ郡との合併計画は、2015年7月にヒルデスハイム郡議会で否決された。
2016年11月1日に以下の地域変更が行われた。
- アイメを除くザムトゲマインデ・グローナウ (ライネ) の構成自治体が合併して新たなグローナウ (ライネ) 市が成立した。
- ザムトゲマインデ・ドゥインゲンの構成自治体が合併して新たな自治体ドゥインゲンが成立した。
- 新設されたグローナウ (ライネ) とドゥインゲンおよびアイメからザムトゲマインデ・ライネベルクラントが成立した。
- ザムトゲマインデ・フレーデン (ライネ) は単一自治体フレーデン (ライネ)に統合された。
- ザムトゲマインデ・ラムシュプリンゲは単一自治体ラムシュプリンゲに統合された。
- ザムトゲマインデ・ジベッセは単一自治体ジベッセに統合された。

## 住民

### 人口推移
| 年   | 人口（人） | 出典   |
| ---- | ---------- | ------ |
| 1975 | 217,200    | [ 10 ] |
| 1980 | 278,800    | [ 11 ] |
| 1985 | 278,600    | [ 12 ] |
| 1990 | 285,278    | [ 13 ] |
| 1995 | 292,525    | [ 13 ] |
| 2000 | 292,979    | [ 13 ] |
| 2005 | 290,643    | [ 13 ] |
| 2010 | 283,072    | [ 13 ] |
| 2015 | 277,055    | [ 13 ] |
| 2020 | 275,464    | [ 13 ] |

### 宗教統計
Zensus 2022 の結果によれば、住民の 39.4 % が福音主義、19.8 % がカトリックを信仰しており、40.8 % がその他の宗教を信仰するか無宗教であった。

## 行政

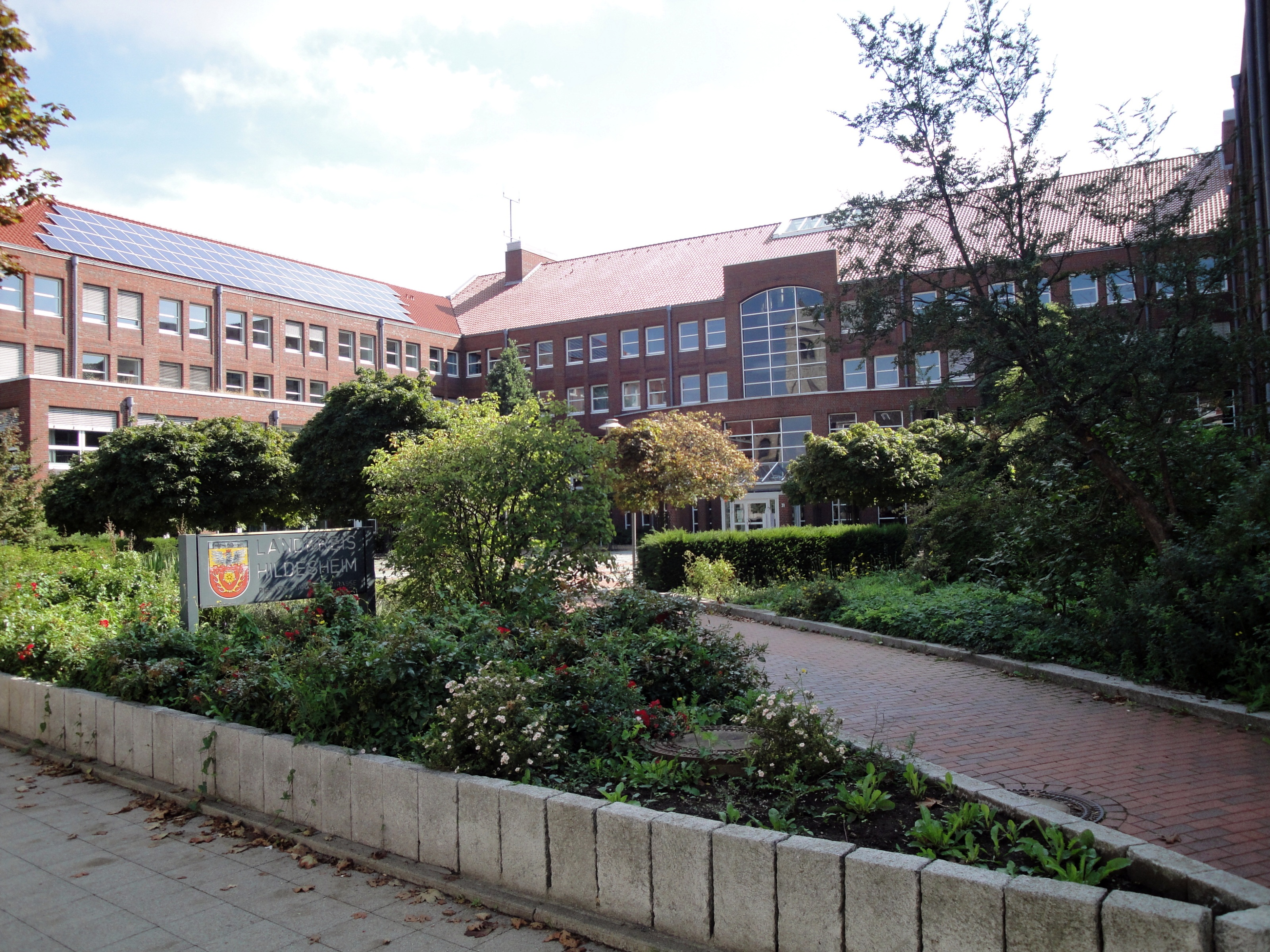
ヒルデスハイム郡郡役場

### 郡長
- 1974年 - 1996年　フリードリヒ・ダイケ (SPD)
- 1996年 - 2006年　イングリート・バウレ （2000年から専任郡長）
- 2006年 - 2016年　ライナー・ヴェーグナー (SPD)
- 2016年 - 2021年　オラフ・レフォネン (SPD)
- 2021年 - 　ベルント・リナック (SPD)

### 郡議会
基本法第28条は、郡と市町村は、直接、自由、平等で無記名の普通選挙によって選出される代表機関を有すると定めている。郡における、この市民を代表する機関は Kreistag（郡議会）と呼ばれる。郡議会議員は専従の仕事ではなく、職務権限を持つ者が通常の仕事や活動と並行して行うものである。郡議会は5年ごとに選挙が行われる。以下に過去数回のヒルデスハイム郡の郡議会選挙結果と獲得議席数を記す。
| 政党         | 政党                     | 2021年     | 2021年     | 2016年     | 2016年     | 2011年     | 2011年     |
| 政党         | 政党                     | 得票率 (%) | 獲得議席数 | 得票率 (%) | 獲得議席数 | 得票率 (%) | 獲得議席数 |
| ------------ | ------------------------ | ---------- | ---------- | ---------- | ---------- | ---------- | ---------- |
| SPD          | ドイツ社会民主党         | 34.0       | 22         | 35.7       | 23         | 39.6       | 25         |
| CDU          | ドイツキリスト教民主同盟 | 30.1       | 19         | 33.7       | 21         | 35.6       | 22         |
| Grüne        | 同盟90/緑の党            | 15.4       | 10         | 10.2       | 6          | 13.0       | 8          |
| AfD          | ドイツのための選択肢     | 5.2        | 3          | 9.4        | 6          | -          | -          |
| FDP          | 自由民主党               | 4.9        | 3          | 3.0        | 2          | 1.6        | 1          |
| D.U.         | Die Unabhängigen         | 4.9        | 3          | 5.6        | 4          | 4.5        | 3          |
| Linke        | 左翼党                   | 2.7        | 2          | 2.9        | 2          | 2.1        | 1          |
| PARTEI       | パルタイ                 | 0.9        | 1          | -          | -          | -          | -          |
| GUT          | Gut für Sarstedt         | 0.6        | 1          | -          | -          | -          | -          |
| Piraten      | ドイツ海賊党             | 0.5        | 0          | -          | -          | 1.6        | 1          |
| IKL          | Interkulturelle Liga     | 0.4        | 0          | -          | -          | -          | -          |
| Freie Wähler | Freie Wähler             | 0.4        | 0          | -          | -          | -          | -          |
| Bündnis!     | Bündnis für Hildesheim   | -          | -          | -          | -          | 2.0        | 1          |
| EB           | Einzelbewerber           | -          | -          | 0.0        | -          | -          | -          |
| 合計         | 合計                     | 100        | 64         | 100        | 64         | 100        | 62         |
| 投票率       | 投票率                   | 59.0       | 59.0       | 57.6       | 57.6       | 53.8       | 53.8       |

### 行政組織
ベルント・リナックは、2021年にヒルデスハイム郡の専任郡長に選出された。彼は行政組織の責任者であると同時に、郡の委員会（委員長）および郡議会（投票権を有する参加者）のメンバーでもある。
郡行政は、4つの部局、23の課で構成されており、約1250人の職員が働いている。

### 紋章
紋章は1979年8月1日に認可された。

ヒルデスハイム郡の旗

図柄: 中央よりもやや上の位置で胸壁状の分割線によって金地と赤地に上下二分割。上部は分割線から姿を現す、赤い冠を被り、赤い嘴を持つ黒い鷲。下部は、12本に枝分かれした金色のシカの角。その間に銀色の芯を持つ金のバラ。
由来: この紋章の構成要素は、半身を現す鷲はヒルデスハイム市の紋章、バラはヒルデスハイム大聖堂にある樹齢千年のバラ、シカの角はヒルデスハイム郡の古い紋章に由来する。ヒルデスハイム郡の由来となったアルフェルト郡とヒルデスハイム＝マリエンブルク郡の紋章には、シカあるいはシカの頭部が描かれていた。金と赤の配色は、ヒルデスハイム司教区およびヒルデスハイム市の伝統的な配色である。

### 旗
郡の旗は、同じ幅の金と赤の横帯、その中のやや旗竿寄りに郡の紋章が描かれている。この郡の旗は幟の形式でも用いられる。

## 経済と社会資本

### 経済
多彩な中小企業の他に、世界的に有名な工業系企業もヒルデスハイム郡に本社を置いている。経済上の主力分野は、自動車部品、流通/配送/運輸、機械製造、電気工学/電子工学、製紙業/紙加工業、それからドイツで最も肥沃な土壌であるヒルデスハイマー・ベルデを基盤とする農業分野に集中している。
この地域の重要な企業には、ロベルト・ボッシュ・カー・マルチメディア、KSMキャスティングス・グループ、オプティマル・パーソナル＆オーガニゼーション、ペトロファー・ケミー H.R. フィッシャー、聖ベルンヴァルト病院、ヒルデスハイム貯蓄銀行、ケルヴィオンPHE、WABCO、ランドレ、メテオー・エラストマー・ソリューション、ガグス＝グレコン、ザッピがある。
2023年の住民1人あたりの購買力指数は、ドイツ全体の平均を100とするとヒルデスハイムは93.9であった。2021年11月1日現在、ヒルデスハイム郡では 95,388人の社会保険支払い義務のある労働者が就労しており、27.7 % が製造業、19.6 % が商業、運輸、接客業、52.2 % がその他サービス業、0.4 % が農林水産業に従事している。
Zukunftatlas 2022（直訳: 未来地図2022）でヒルデスハイム郡は、ドイツの400の郡、地域連合、郡独立市の中で248位に位置づけられており、将来性について「チャンスとリスクが拮抗する」地域と評価されている。

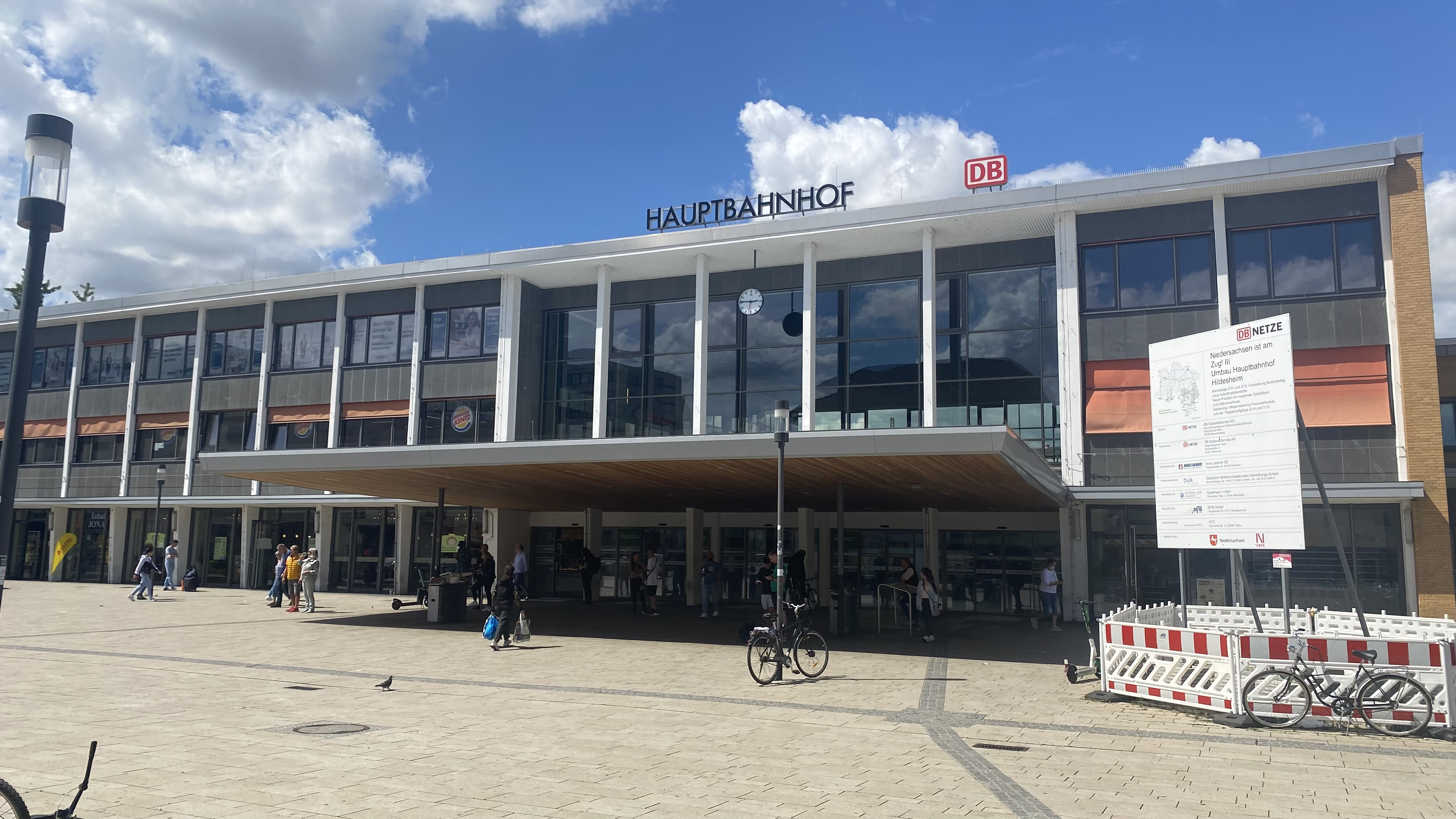
ヒルデスハイム中央駅

### 交通
郡域を連邦アウトバーン7号線（ハノーファー - カッセル）および連邦道 B1号線（ハーメルン - ヒルデスハイム - ブラウンシュヴァイク）、B3号線（ハノーファー - アルフェルト、B6号線（ハノーファー - ヒルデスハイム - ゴスラー）、B240号線（グローナウ - エッシャースハウゼン）、B243号線（ヒルデスハイム - ゼーゼン）、B444号線（パイネ - グラスドルフ (ホレ)）、B494号線（ヒルデスハイム - パイネ）が通っている。
ICE-ハノーファー-ヴュルツブルク高速線が郡内を貫いており、郡南部の山地には多くのトンネルや橋梁が存在する。ヒルデスハイムは、ヒルデスハイマー・シュライフェによってこの路線に接続している。ヒルデスハイム - ブラウンシュヴァイク線を経由して、ベルリンやブラウンシュヴァイク、フランクフルト中央駅やフランクフルト空港あるいはスイスに向かうICEの直通列車が運行している。この他にハンブルク - 南ドイツ間のICE車両が郡内を運行しており、エールツェとアルフェルトに停車する。
ヒルデスハイム郡は、ニーダーザクセン州で最後まで公共旅客交通の交通連盟が存在しなかった郡である。2019年からローザ運賃連盟を受け容れたが、これはバスとヒルデスハイム-ボーデンブルク（バート・ザルツデトフルト）間の鉄道区間だけを対象とする。ヒルデスハイム市は地域を超えた交通結節点となっている。
以下の鉄道旅客近郊路線がヒルデスハイム郡を運行している。
| 路線番号 | 行程 | 運行会社                         |
| -------- | --- | -------------------------------- |
| RE2      | （ユルツェン - ツェレ） - ハノーファー中央駅 - ザールシュテット - エールツェ - アルフェルト - ノルトハイム - ゲッティンゲン      | メトロノーム鉄道会社             |
| RE10     | ハノーファー中央駅 - ザールシュテット - ヒルデスハイム中央駅 - ヒルデスハイム東 - デルネブルク - ゴスラー - バート・ハルツブルク | erixx                            |
| RE50     | ヒルデスハイム中央駅 - ホーエンエゲルゼン - ブラウンシュヴァイク中央駅 - ヴォルフスブルク                                        | メトロノーム鉄道会社 (Enno)      |
| RB77     | ヒルデスハイム中央駅 - エンメルケ - ノルトシュテンメン - エールツェ - ハーメルン - ビュンデ (ヴェストファーレン)                 | 地域交通スタート・ドイチュラント |
| RB79     | ヒルデスハイム中央駅 - ヒルデスハイム東 - グロース・デュンゲン、バート・ザルツデトフルト - ボーデンブルク                        | 地域交通スタート・ドイチュラント |
| S3       | ヒルデスハイム中央駅 - ハルズム - アルガーミッセン - レールテ - ハノーファー中央駅                                               | トランスデフ・ハノーファー       |
| S4       | ヒルデスハイム中央駅 - エンメルケ - バルンテン - ザールシュテット - ラーツェン - ハノーファー中央駅 - ベネンミューレン           | トランスデフ・ハノーファー       |

ハノーファーSバーンは、2路線がヒルデスハイムからハノーファーに向けて運行している。S3はハルズム、アルガーミッセンおよびレールテ経由、S4はザールシュテット、ラーツェン経由である。地域交通スタート・ドイチュラントはハーメルンからヒルデスハイムを経由してボーデンブルク（バート・ザルツデトフルト）までを東西に結んでいる。ハノーファー南線をハノーファーからエールツェ、アルフェルト、フレーデンを経由してゲッティンゲンへ向かう列車が運行している。郡の東部ではメトロノーム鉄道のレギオナルバーンがヒルデスハイム - ブラウンシュヴァイク - ヴォルフスブルク線を enno という名称で運行しており、ホーエンエッゲルゼンに駅がある。
ハノーファー・シュタットバーン1号線がザールシュテットからラーツェン経由でハノーファーやランゲンハーゲンへ運行している。
郡内のバス交通はヒルデスハイム地域交通およびヒルデスハイム市交通によって運営されている。
ヒルデスハイム支線運河がミッテルラント運河とヒルデスハイム港とを結んでいる。

### 医療
| 病院                                   | 所在地                   |
| -------------------------------------- | ------------------------ |
| ヘリオス・クリニークム・ヒルデスハイム | ヒルデスハイム           |
| 聖ベルンヴァルト病院                   | ヒルデスハイム           |
| AMEOSクリニークム・ヒルデスハイム      | ヒルデスハイム           |
| AMEOSクリニークム・アルフェルト        | アルフェルト             |
| ヨハネ会グローナウ病院                 | グローナウ               |
| ディークホルツェン肺病クリニック       | ディークホルツェン       |
| クリニーク・ヒルデスハイマーラント     | バート・ザルツデトフルト |

### 消防
ヒルデスハイム郡は4つの防災区域（北/南/西/東/中央）に分けられる。
グロース・デュンゲンに消防技術センター、ヒルデスハイム統合地域管制センター (IRLS)、災害や大事故に備えて放射線・生物・化学災害対応部隊、補給部隊（宿泊、給食、資材提供、輸送）部隊がある。
エルベ川洪水（2002年、2006年、2013年）やイネルステ川洪水の際にはこの郡の消防隊が支援活動を行った。

## 文化と見どころ

### 文化
文化ビューロは、1999年以降ネットワーク形成、文化奨励、広報活動を行っている。この地域でプロジェクトを立ち上げ、支援する NetzWerk Kultur & Heimat Börde Leinetal（直訳: ライネタール沃野の豊かな文化・郷土ネットワーク）は2005年に設立された。この地域の文化インフラのバーチャルな紹介として文化情報システム「クルトゥリウム」がインターネット上に創られた。

### スポーツ
- サッカー: VfVボルシア06ヒルデスハイムは2022/23年シーズンをレギオナルリーガ・ノルトでプレイした。
- ハンドボール: 2022/23年シーズン、シュポルトフロインデ・ゼーレ v. 1947 e.V. と HCアイントラハト・ヒルデスハイムのハンドボールチームはブンデスリーガ3部に参加した。シュポルトフロインデ・ゼーレは、ディークホルツェンでホームゲームを行っている。HCアイントラハト・ヒルデスハイムはヒルデスハイムで試合を行っている。
- バレーボール: バレーボールチームのヘリオス・グリズリーズ・ギーゼンは2024/25年シーズンをブンデスリーガ1部でプレイしている[26]。ホームタウンはヒルデスハイムである。

## 市町村
ヒルデスハイム郡は、以下の20市町村で構成されている。かっこ内は2023年12月31日現在の人口である。
| アインハイツゲマインデ（単独自治体） - アルフェルト (ライネ) (de:Alfeld (Leine), 市, 自立自治体, 18,679) - アルガーミッセン (de:Algermissen. 8,154) - バート・ザルツデトフルト (de:Bad Salzdetfurth, 市, (13,523) - ボッケネム (de:Bockenem, 市, 9,785) - ディークホルツェン (de:Diekholzen, 6,243) - エールツェ (de:Elze, 市, 9,252) - フレーデン (ライネ) (de:Freden (Leine), 4,669) - ギーゼン (de:Giesen, 9,747) - ハルズム (de:Harsum, 11,368) - ヒルデスハイム (de:Hildesheim, 郡庁所在都市, 自立自治体, (102,325) - ホレ (de:Holle, 7,076) - ラムシュプリンゲ (de:Lamspringe, 5,743) - ノルトシュテンメン (de:Nordstemmen, 12,150) - ザールシュテット (de:Sarstedt, 市, 19,896) - シュレルテン (de:Schellerten, 7,901) - ジベッセ (de:Sibbesse, 5,747) - ゼールデ (de:Söhlde, 7,943) ザムトゲマインデ（集合自治体） とその構成自治体 - ザムトゲマインデ・ライネベルクラント (de:Samtgemeinde Leinebergland, 18,370) - ドゥインゲン (de:Duingen, フレッケン, 4,918) - アイメ (de:Eime, フレッケン, 2,570) - グローナウ (ライネ)* (de:Gronau (Leine), 市, 10,882) * はザムトゲマインデの本部所在地を示す。 フレッケンは比較的大きな町村を意味する市町村区分である。 | ヒルデスハイム群の市町村図 |

## 関連図書
- Karl Seifart (1913). Sagen aus Stadt und Stift Hildesheim. Hildesheimer Heimatbücher, Heft 1. Hildesheim: H. Blume
- Karl-Heinz Böse; Hermann Doebel (1988). Verbreitung und Gefährdung der Orchideen im Landkreis Hildesheim. Bad Salzdetfurth. ISBN 978-3-88120-102-5
- Paul-Feindt-Stiftung (2005). Hildesheimer und Kalenberger Börde. Natur und Landschaft im Landkreis Hildesheim. Hildesheim. ISBN 978-3-8067-8547-0
- Hans-A. Lönneker (2005). Landkreis Hildesheim. Deutsche Landkreise im Portrait. Oldenburg: Kommunikation und Wirtschaft. ISBN 978-3-88363-249-0
- “Zum Ober-Bathonium (Mittlerer Jura) im Raum Hildesheim, Nordwestdeutschland – Mega- und Mikropaläontologie, Biostratigraphie”, Geologisches Jahrbuch (Hannover) (Reihe A, Heft 121), (1990)